# Papa Benedict al XII-lea
Papa Benedict al XII-lea (n. 1280, Saverdun, Midi-Pyrénées, Franța – d. 25 aprilie 1342, Avignon, Grand Avignon⁠(d), Franța) a fost un papă al Romei în perioada 1334-1342.

## Biografie
Jacques Fournier s-a născut, se pare, în Saverdun din districtul Comté de Foix în anul 1280, făcând parte dintr-o familie din clasa de mijloc. A fost călugăr cistercian la Mănăstirea Morimond și și-a desăvârșit studiile la Universitatea din Paris. În anul 1317 a fost hirotonit episcop de Pamiers. În calitate de episcop a dus o luptă acerbă împotriva sectei catharilor. S-a îngrijit de asemenea de copiii bolnavi din regiune.
În anul 1327 a devenit cardinal.